# 13h00 - 14h00 (épisode de 24 Heures chrono, saison 5)
13h00 - 14h00 est le 7e épisode de la 5e saison de la série télévisée 24 Heures chrono.

## Résumé

### De 13:03:03 à 13:13:31
À la résidence présidentielle Walt Cummings termine sa confession face à Jack et Logan, et leur avoue le nom du contact qui l'a recruté et dont il recevait ses instructions : James Nathanson. Jack lui ordonne de le contacter pour tenter de le localiser, mais Nathanson est devient brusquement injoignable. Logan fait emmener Cummings en détention, et alors que Jack s'apprète à partir pour son dernier debriefing, le président le retient, et le persuade de les aider à retrouver le gaz neurotoxique.

### De 13:17:53 à 13:27:53
À la résidence présidentielle, Martha Logan règle ses comptes avec son mari, mais accepte de lui apporter son aide dans cette crise. Le président Logan fait le point avec sa femme et Mike Novick sur la façon de présenter au peuple le départ de Walt Cumming, son chef de cabinet : Mike conseille au président d'étouffer l'affaire de sa trahison pour éviter tout scandale, mais Martha est d'avis de dire la vérité à la presse. Le président se rallie finalement à l'avis de son épouse.
À la CAT, Spencer est réintégré, il se remet au travail en remerciant Chloe qui, comme le reste de la cellule, repense avec amertume à sa trahison.
Près du 22 North Figeroa,

## Casting
(par ordre d'apparition au générique)

### Acteurs principaux
- Kiefer Sutherland : Jack Bauer
- Kim Raver : Audrey Raines
- Mary Lynn Rajskub : Chloe O'Brian
- Gregory Itzin : Charles Logan
- James Morrison : Bill Buchanan
- Roger Cross : Curtis Manning
- Louis Lombardi : Edgar Stiles
- Jean Smart : Martha Logan

### Invités
(Avec/Guest Starring)
- Sean Astin : Lynn McGill
- Jude Ciccolella : Mike Novick
- Jonah Lotan : Spenser Wolff
- Glenn Morshower : Aaron Pierce
- John Allen Nelson : Walt Cummings
- Mark Sheppard : Ivan Erwich
- Angela Sarafyan : Inessa Kovalevsky
- Penny Balfour : Jenny McGill
- Channon Roe : Cal
- Robert Maffia : Andrei

### Reste du Casting
(Avec/Co-Starring)
- Matthew Boylan : Dwayne Thompkins
- Scott Vance : Garde #1
- J. David Shanks : Garde #2
- Kevin Sizemore :